# Gerd Ferdinand Kirchhoff
Gerd Ferdinand Kirchhoff (* 15. Februar 1939 in Iserlohn) ist ein deutscher Jurist und Professor für Viktimologie.

## Leben
Gerd Ferdinand Kirchhoff promovierte bei Anne Eva Brauneck 1974 an der Universität Gießen zum Dr. jur. Bereits ein Jahr früher hatte er an der Hochschule Niederrhein eine Professur für Strafrecht, Kriminologie und Viktimologie übernommen. Später war er dort auch Dekan des Fachbereichs Sozialwesen. Kirchhoff ist eines der Gründungsmitglieder der World Society of Victimology e. V. und gehört deren Exekutivkomitee seit 1985 an. Außerdem engagierte er sich als Präsident (2000–2003), als Generalsekretär (1988–2000 sowie 2009–2012) und als Schatzmeister (seit 2012). Nach seiner Emeritierung in Deutschland lehrte er von 2003 bis 2016 als Professor of Victimology an der Tokiwa University, Mito, Japan. Seit 2016 lehrt er als Professor an der O.P. Jindal Global University, Jagdishpur, Indien.
Darüber hinaus ist er u. a. Mitgründer und Co-Director des Postgraduiertenkurses Victimology, Victim Assistance and Criminal Justice am Inter University Center in Dubrovnik sowie Ehrenmitglied der Sociedad Mexicana de Criminologia Capitulo Nuevo Leon A.C. und der Victimoloskij Drustvo Serbije. Als internationaler Experte für Viktimologie hat Kirchhoff Vorlesungen in über 25 Ländern der Erde gehalten und einen signifikanten Teil seiner Publikationen in englischer Sprache veröffentlicht.
Er gehört zu den Unterzeichnern der von Michael Bock initiierten Mainzer Erklärung zum Jugendstrafrecht. Diese fordert statt einer Verschärfung bestehender Gesetze die Verbesserung von Ausbildung und Kooperation von Institutionen und Personen, die sich mit jugendlichen Straftätern befassen.

## Veröffentlichungen (Auswahl)
- Beck's Risk Society – a challenge for traditional victimology? In: Klaus Boers, Thomas Feltes, Jörg Kinzig, Lawrence W. Sherman, Franz Streng, Gerson Trüg (Hrsg.): Kriminologie – Kriminalpolitik – Strafrecht. Festschrift für Hans-Jürgen Kerner zum 70. Geburtstag. Verlag Mohr Siebeck, Tübingen 2013, ISBN 978-3-16-152216-1.
- mit Paul C. Friday: Social Control Theory. In: Hans-Dieter Schwind, Edwin Kube, Hans-Heiner Kühne (Hrsg.): Festschrift für Hans Joachim Schneider zum 70. Geburtstag am 14. November 1998, Kriminologie an der Schwelle zum 21. Jahrhundert. Verlag Walter De Gruyter, Berlin / New York 1998, ISBN 3-11-015002-6.
- Alte als Opfer von Straftaten. In: Kompetenz im Alter zwischen Routine und Neubeginn. 1995, S. 31–60.
- Diversion im Jugendstrafrecht: das STOP-Programm der INTEG nach zwei Jahren. In: Helmut Kury: Kriminologische Forschung in der Diskussion : Berichte, Standpunkte, Analysen. Verlag Heymanns, Köln 1985, S. 341–369.
- mit Klaus Sessar (Hrsg.): Das Verbrechensopfer. Ein Reader zur Viktimologie. Studienverlag Brockmeyer, Bochum 1979, ISBN 3-88339-071-2.
- Viktimologische Höhepunkte 1976 in den USA. In: Monatsschrift für Kriminologie und Strafrechtsreform. 60 (1977), Verlag Heymanns, Köln, S. 313–321.
- Selbstberichtete Delinquenz. Eine empirische Untersuchung. Verlag Schwartz, Göttingen 1975, ISBN 3-509-00866-9.